# Station Pierrefitte - Stains
Station Pierrefitte - Stains is een spoorwegstation aan de spoorlijn Paris-Nord - Lille. Het ligt in de Franse gemeente Saint-Denis in het departement Seine-Saint-Denis in de regio Île-de-France.

## Geschiedenis
Het station is op 1 juni 1859 geopend.

## Ligging
Het station ligt op kilometerpunt 10,105 van de spoorlijn Paris-Nord - Lille.

## Diensten
Het station wordt aangedaan door verschillende treinen van de RER D:
- Tussen Orry-la-Ville - Coye (soms Creil) en Melun via Combs-la-Ville
- Tussen Goussainville en Corbeil-Essonnes via Ris-Orangis.
- Tussen Villiers-le-Bel - Gonesse en Corbeil-Essonnes via Ris-Orangis.

## Vorige en volgende stations
| Richting                                      | Vorig station      | Lijn  | Volgend station | Richting                              |
| --------------------------------------------- | ------------------ | ----- | --------------- | ------------------------------------- |
| Creil D3 Orry-la-Ville - Coye D1              | Garges - Sarcelles | RER D | Saint-Denis     | Melun D2 (via Combs-la-Ville)         |
| Goussainville D7 Villiers-le-Bel - Gonesse D5 | Garges - Sarcelles | RER D | Saint-Denis     | Corbeil-Essonnes D6 (via Ris-Orangis) |